# Meßlingen
Das Mühlendorf Meßlingen ist ein Ortsteil der Stadt Petershagen im ostwestfälischen Kreis Minden-Lübbecke. Die Ösper durchfließt die Ortschaft von Südwest nach Nordost. Die L 770 durchquert die Ortschaft in West-Ost-Richtung.

## Geographie

### Daten, Zahlen, Fakten

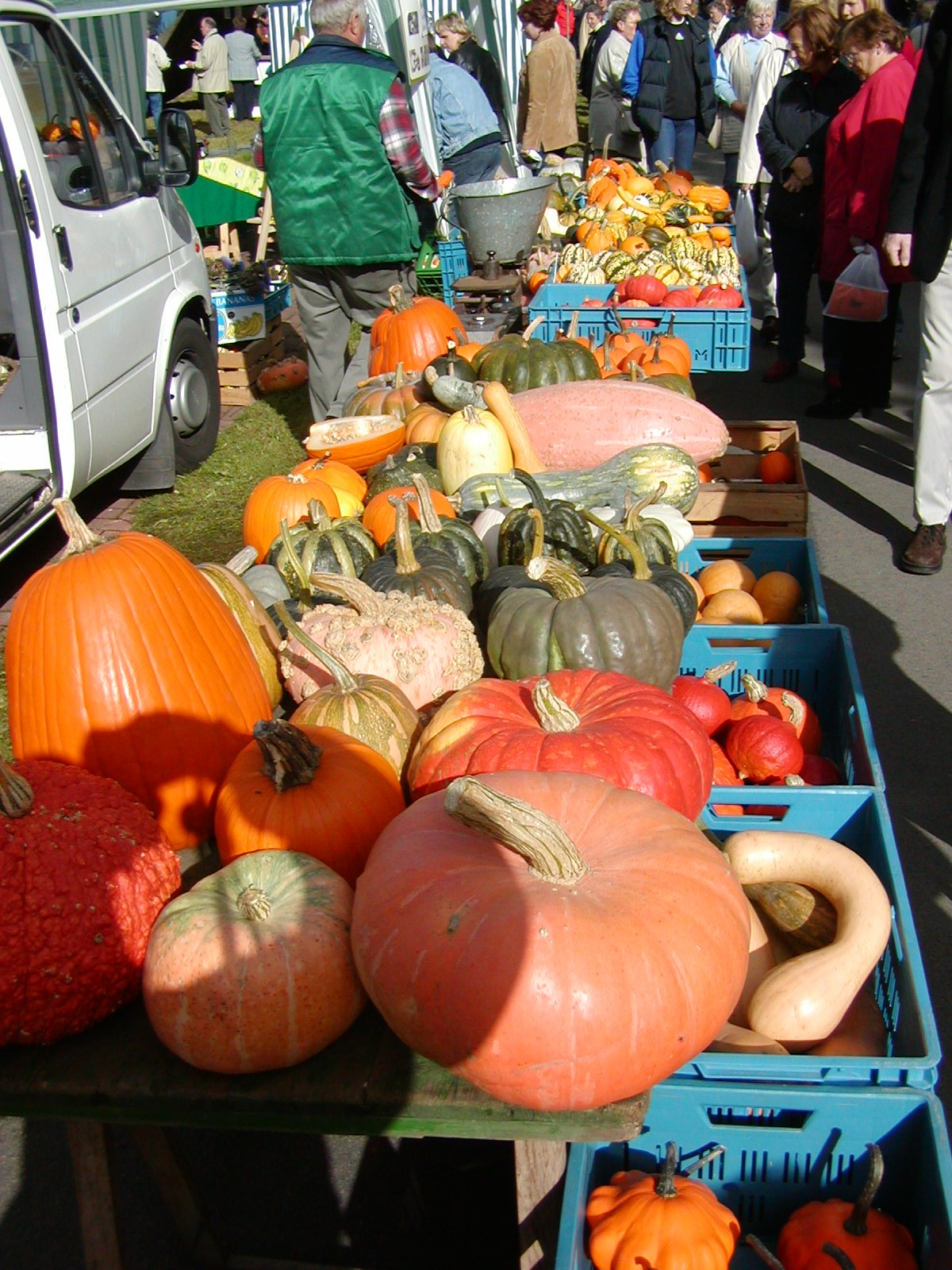
Kürbismarkt Meßlingen

- 6.470.012 m² (davon 282.582 m² Waldfläche und 76.114 m² Wasserfläche)
- 455 Einwohner in ca. 155 Haushalten
- 3 Ortsteile: Dorf, Bruch und Tappenau
- 4,7 km West-Ost-Ausdehnung
- 1,8 km Nord-Süd-Ausdehnung
- ca. 15 km Grenze mit Nachbarorten
- 2,96 km Grenze zu Niedersachsen
- 57,3 m über NN höchste Erhebung (Tappenau)
- 45 m über NN niedrigste Lage (Öspertal)

### Lage
Meßlingen befindet sich in leichter Hügellage im Zentrum der Diepenauer-Meßlinger Geest.
„Geest“ ist vom plattdeutschen „güst“ abzuleiten und bedeutet „unfruchtbar“. Der Name verdeutlicht die ursprünglich geringe Ertragsfähigkeit der Bodenqualität unserer Landschaft. Diese wurde von vier Eiszeiten, vor allem der Saale-Eiszeit (vor ca. 235.000–180.000 Jahren) und deren verschiedenen Ablagerungen (Grund- und Endmoräne sowie nordisches und einheimisches Geschiebe) geprägt. Als das Eis zum Schmelzen kam, blieb der Schutt nach dem Abtauen liegen, und es entstanden auch die für die Mindener Gegend typischen Endmoränenbuckel, u. a. auch „Brinke“ genannt.

## Geschichte
Über die erste Besiedlung im Bereich des heutigen Ortes Meßlingen gibt es keine urkundlichen Unterlagen, jedoch erscheint eine Besiedlung schon in der ältesten Siedlungsperiode, d. h. zumindest vor 750 n. Chr., also der Altsächsischen Zeit, wahrscheinlich, eventuell sogar schon in der Cheruskerzeit, ca. 400 n. Chr., ist sie nicht ausgeschlossen; denn in unmittelbarer Nachbarschaft, nämlich der Gemarkung Südfelde – Stemmer ist die Anlage eines Urnenfriedhofes nachweisbar.
Weitere Beweisgrundlagen für eine frühhistorische Besiedlung liefert auch die Analyse bzw. zeitliche Zuordnung des in der Erst-Beurkundung verwendeten, aus dem Althochdeutschen stammenden Namensbestandteils „lage“.
Flur-, Siedlungs- bzw. Ortsnamen in dieser Zusammensetzung sind nach Auffassung namhafter Siedlungsforscher zumindest in der vorgenannten ältesten Siedlungsperiode entstanden.
Außerdem ist für Meßlingen als erste Urbarmachung eine sog. Langstreifenflur, auch Eschflur genannt, nachweisbar, deren Entstehungszeit in der Siedlungskunde für 600 bis 900 n. Chr., als auch innerhalb der Altsächsischen Zeit, angesetzt wird. 
Die erste urkundliche Erwähnung ist zu finden im Chronologischen Register des Hoyer Urkundenbuches Nr. 5902 v. 1245, wo es heißt: „Herr arnd de Ryddere en Hus in Messelage“ („Herr Arnd, der Ritter hat ein Haus in Meßlingen.“).
Weitere Erwähnungen sind zu finden in mittelalterlichen Dokumenten der Jahre von 1294 bis 1324 mit unterschiedlicher, aber mit heutiger identischer Namensform.
Aus dem ursprünglichen „Messelage“ bzw. der fast zur gleichen Zeit gebräuchlich gewesenen Flur- und Ortsbezeichnung „Mettelaghe“ erfolgte eine Namenswandlung über „Mesleghe“ bzw. „Meselg“, „Meßling“ zu schließlich „Meßlingen“.
Meßlingen gehörte bis zu den Napoleonischen Kriegen zur Vogtei Hofmeister im Amt Petershagen des Fürstentums Minden. Von 1807 bis 1810 gehörte der Ort zum Kanton Petershagen des napoleonischen Satellitenstaats Königreich Westphalen. Von 1811 bis 1813 gehörte Meßlingen unmittelbar zu Frankreich und dort zur Mairie (Bürgermeisterei) Petershagen im Arrondissement Minden des Departements der Oberen Ems. Der Ort fiel 1813 wieder an Preußen und kam 1816 zum neuen Kreis Minden. Im Kreis Minden gehörte Meßlingen zum Amt Petershagen. Bevor die Gemeinde bei der kommunalen Neugliederung am 1. Januar 1973 Teil der Stadt Petershagen wurde, hatte sie eine Fläche von 647 ha sowie 518 Einwohner (31. Dezember 1972).

## Sehenswürdigkeiten

### Die Meßlinger Mühle

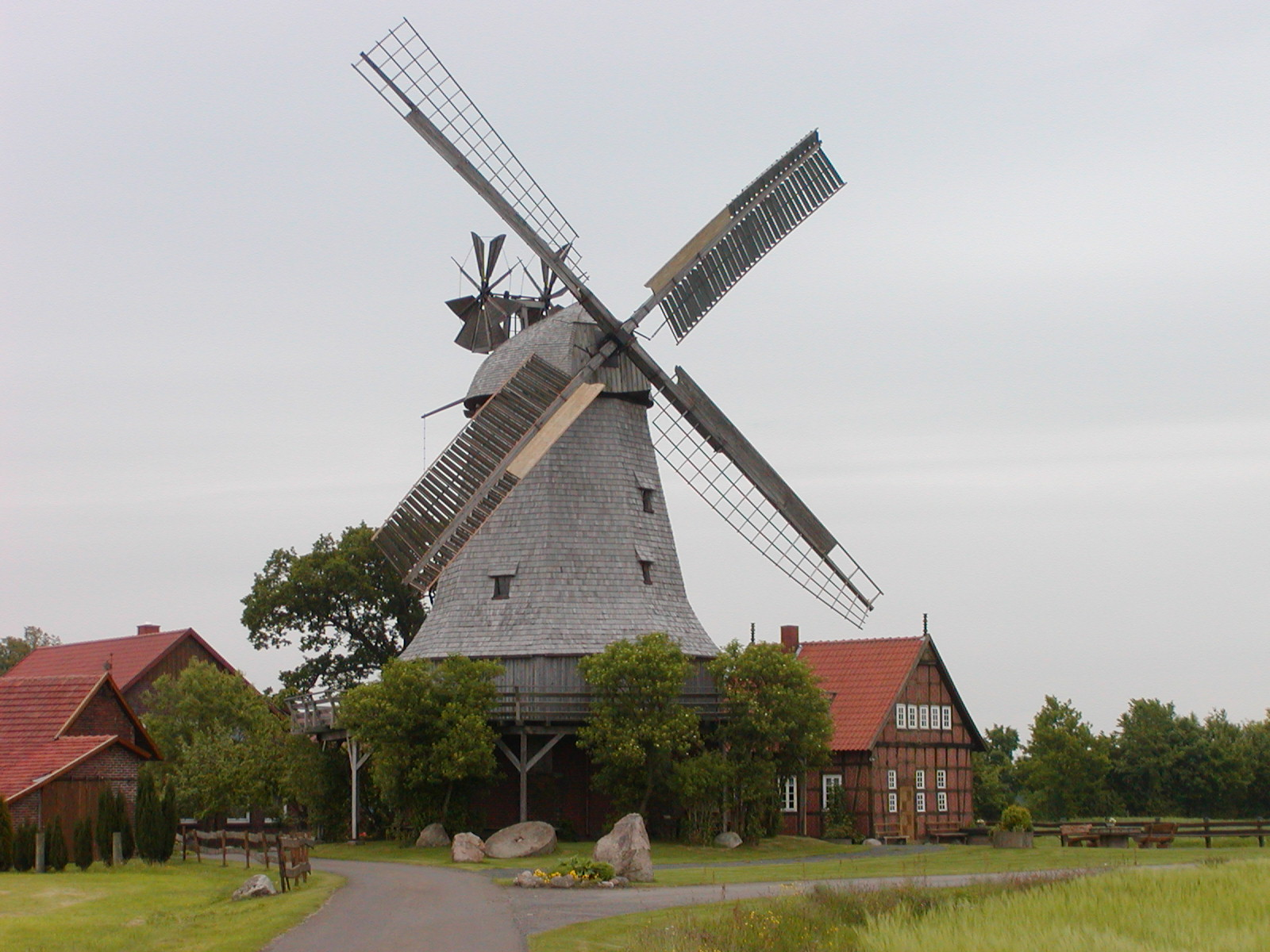
Windmühle Meßlingen

Meßlingen liegt an der Westfälischen Mühlenstraße. Besonders sehenswert ist die Meßlinger Mühle. Sie wurde 1843 erbaut. Die Mühle ist ein Holzfachwerkbau mit tailliertem, achteckigem Turm. Eine hölzerne Galerie umrahmt die Mühle. Wichtig zu erwähnen ist die doppelte Windrose mit den Klappflügeln. Die Mühle wurde im Holländerstil gebaut.
Eine der höchsten Stellen im Ort mit der alten Flurbezeichnung ‚Kleihorst‘, – sie war damals möglicherweise mit Heide bedeckt, zumindest weitgehend ohne Baumbestand – erwies sich wohl als der günstigste Platz zum Bau einer Windmühle.
Bereits Anno 1700 hatte hier eine Bockwindmühle gestanden. Nach einem Brand im Jahre 1765 wurde an gleicher Stelle im Jahre 1804 eine neue Mühle errichtet. Die heutige Mühle ist damit die dritte Mühle, die sich auf diesem Platz befindet.
Im Jahre 1910 erhielt die Mühle die oben angesprochene Windrose, die wegen ihrer doppelten Form wohl einzigartig ist.
Ab 1920 wurde die Mühle zusätzlich durch Elektroenergie betrieben.
Ab den 1950er Jahren ging der Mahlbetrieb nach und nach zurück, weil sich die landwirtschaftlichen Betriebe selbst Schrotmühlen anschafften.
Im Jahre 1970 wurde schließlich der Mahlbetrieb ganz eingestellt und das Gewerbe abgemeldet. In der nachfolgenden Zeit wurde die Mühle langsam zur Ruine, Teile der Flügel und Windrose brachen ab, die Galerie verfaulte.
1975 sah sich die Stadtverwaltung Petershagen deshalb veranlasst, die Mühle für baufällig zu erklären und deren Abriss in Erwägung zu ziehen.
Der damalige Ortsvorsteher August Poos setzte jedoch alle Hebel in Bewegung und verhinderte so den Niedergang der Meßlinger Mühle.
Somit wurde die Meßlinger Mühle, ohne dass es damals jemand ahnen konnte, der Ausgangspunkt für die heutige Mühlenstraße im Kreis Minden-Lübbecke.

### Die alte Meßlinger Schmiede
Das Schmiedehandwerk gehört mit zu den ältesten Handwerksberufen. Seit 1200 v. Chr. ist das Schmieden von Werkstücken bekannt. Hammer, Amboss, Zange und offenes Feuer waren die grundlegenden Handwerkzeuge der Schmiede. Im offenen Feuer wurde das Werkstück erhitzt, anschließend auf dem Amboss durch die Kraft des Hammers bearbeitet und danach durch Eintauchen in kaltes Wasser gehärtet.
Der fortschreitende Prozess der Mechanisierung und Technisierung im 20. Jahrhundert ließ viele alteingesessene Dorfschmieden schließen.
Die Geschichte dieser Meßlinger Dorfschmiede beginnt mit der Erbauung im Jahre 1875 durch Christian Gieseking. Ihm folgte sein Sohn Heinrich, dem im Jahre 1913 vom Landrat die Erlaubnis erteilt wurde, Lehrlinge auszubilden. Am 14. Dezember 1929 wurde die Schmiede als eine der ersten Schmieden in der zu diesem Zeitpunkt eingeführten Handwerksrolle aufgenommen. Der Schwerpunkt der Schmiedearbeit war der Hufbeschlag. In der Zeit von 1952 bis 1957 beschäftigte Wilhelm Gieseking zeitweise drei Gesellen. Am 30. April 1978 schloss er aus Altersgründen seinen Betrieb.
Heute sind in der Schmiede noch die unterschiedlichsten Handwerkszeuge zu finden, so z. B. ein Amboss, zwei Essen mit darunter liegender Kohlegrube, große Mengen von Zangen, Dorne und Schmiedehämmer und Dutzende von Hufeisenrohlingen. Die Schmiede befindet sich heute im Besitz der Familie Tapper.
Bei besonderen kulturellen Anlässen wie zum Beispiel Kürbismarkt und Schnatgang flackert das Feuer in der Esse wieder auf und das Schmiedehandwerk wird den interessierten Besuchern vorgeführt.

### Der Friedhof Meßlingen
Der Meßlinger Friedhof ist Eigentum der Ev.-Luth. Kirchengemeinde Petershagen.
Bis zum Jahre 1877 bestand in der Kirchengemeinde nur ein in der Stadt Petershagen gelegener Bestattungsplatz – der jetzige Heldenhain – auf dem die Toten der Stadt- und Landgemeinden bestattet wurden.
Im Jahre 1877 erhielten die Dörfer Meßlingen, Maaslingen, Südfelde und Eldagsen einen eigenen kirchlichen Friedhof.
Bei der Anlegung des Friedhofes sind, wohl in Anbetracht großer Familien, große Grabstellen ausgewiesen worden. Diese Grabstellen gehörten zum Hofe und wurden mit der betreffenden Hofnummer versehenen Grenzsteinen eingesteint.
Die Grabstellen galten als Erbbegräbnisse.

### Das Meßlinger Denkmal
Am 5. Juli 1921 erfolgte die Denkmalsweihe am ersten Standort.
Im Jahre 1976 erfolgte die Umsetzung des Denkmals an den heutigen Standort. Bei dieser Gelegenheit wurden die Namen der Gefallenen und Vermissten des Zweiten Weltkriegs ergänzt. Alljährlich zum Volkstrauertag findet am Denkmal eine Gedenkfeier mit Kranzniederlegung statt.

## Vereine

### Sportvereine
- Schützenverein „Gut Ziel“ Meßlingen e. V. von 1922
- Bogenschützenverein

### Kulturvereine
- Posaunenchor des Volkening – Hauses
- Kirchenchor des Volkening – Hauses
- Kyffhäuser Kameradschaft Meßlingen

### Wirtschaftsvereine/-verbände
- Landwirtschaftlicher Ortsverein Meßlingen
- Jagdgenossenschaft Meßlingen

### Soziale Vereine
- Landfrauen Meßlingen
- Landjugend Meßlingen
- Interessengemeinschaft Spielplatz
- Evangelische Frauenhilfe Meßlingen

### Sonstige Vereine
- Freiwillige Feuerwehr der Stadt Petershagen – Löschgruppe Meßlingen
- Jugendfeuerwehr Messlingen/Südfelde
- Förderverein J.-H.-Volkening-Haus mit Zukunft e. V.

Die Kulturgemeinschaft Meßlingen koordiniert die Termine der örtlichen Vereine und Gruppen. Sie richtet alle zwei Jahre den Meßlinger Kürbismarkt aus. 1. Vorsitzender ist z. Z. Ortsbürgermeister Günter Wehmeyer.

## Dorf mit Zukunft

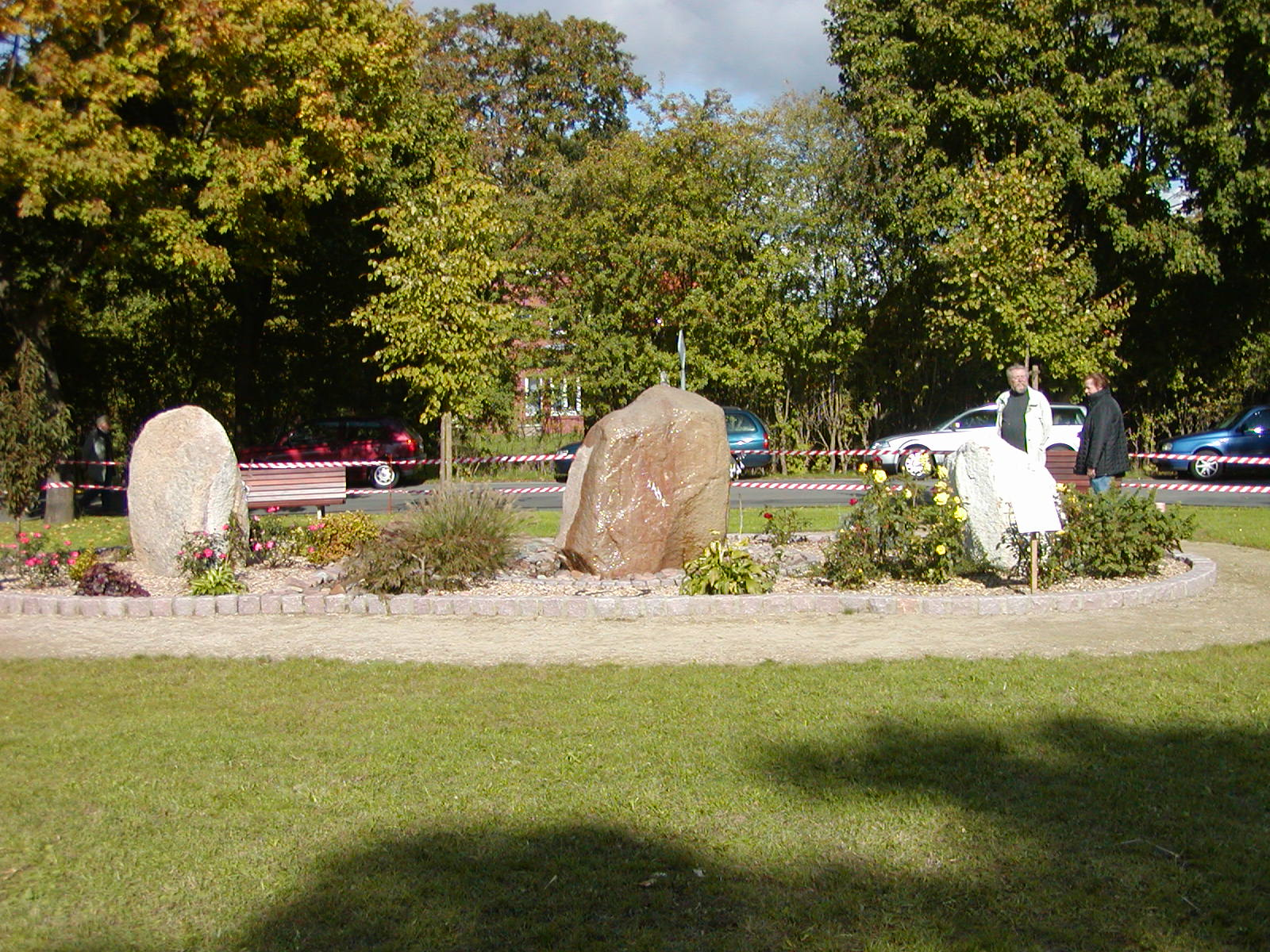
Dorfplatz Meßlingen

Das Mühlendorf Meßlingen hat bisher vier Mal am Kreiswettbewerb Unser Dorf hat Zukunft teilgenommen. Nach einem 3. Platz im Jahre 2002 belegte Meßlingen im Jahre 2005 den 1. Platz in der Gruppe A (Ortschaften unter 1000 Einwohnern).
Auch im Jahre 2008 nahm die Ortschaft am Kreiswettbewerb teil, diesmal in der Sondergruppe. Hier belegte sie hinter Levern einen hervorragenden 2. Platz. Einen Sonderpreis gab es zudem für „Beispielhafte Umnutzung leerstehender landwirtschaftlicher Gebäude“. Es ist hier die Umnutzung eines ehemaligen Schweinemaststalles zu einer Bogensportanlage. Im Jahre 2011 nahm Meßlinger wieder am Wettbewerb teil und belegte in der Gruppe A den 1. Platz. Darüber hinaus nimmt Meßlingen im Jahre 2012 am Landeswettbewerb teil.